# Grand prix de la francophonie
Il Grand prix de la francophonie è assegnato ogni anno dall'Académie française a una personalità che contribuisce allo sviluppo della lingua francese nel mondo.
Il premio è iniziato come Fondazione internazionale, promossa dal governo del Canada nel 1986 e completata dal governo francese, il Principato di Monaco, il Regno del Marocco e diverse donazioni private. Al vincitore è generalmente assegnata una somma di denaro; inoltre si assegnano una o più medaglie d'onore di vermeil, a discrezione dell'Académie.

## Premiati
- 1986: Georges Schehadé - Insieme della sua opera
  - Jean-Paul Cachera e Martial Bourassa - La Maladie coronaire -  Medaglia di vermeil
- 1987: Yoichi Maeda - Opere in francese e in giapponese su Pascal e Descartes
  - Générale André Ferré - Medaglia di vermeil
- 1988: Jacques Rabemananjara - Insieme della sua opera letteraria.
  - Jacques Leprette - Medaglia di vermeil
- 1989: Hubert Reeves - Opera di scrittore scientifico in lingua francese
  - Christian Valantin - Medaglia di vermeil
  - Maurice Moriau - Plaquettes sanguines (Edizione francese-inglese) - Medaglia di vermeil
- 1990: Albert Cossery - Insieme della sua opera
  - Axel Kahn - Medaglia di vermeil
  - José Guilherme Merquior - Medaglia di vermeil
- 1991: Cardinale Léon-Joseph Suenens - Insieme della sua opera teologica e pastorale in lingua francese
  - Junzo Kawada - Lavori multidisciplinari pubblicati all'Università di Tokyo - Medaglia di vermeil
  - Noureddine Aba - Insieme dei suoi lavori - Medaglia di vermeil
- 1992: Khac Vien Nguyen
  - Stig Strömholm - Medaglia di vermeil
  - Maurice Métral - Medaglia di vermeil
- 1993: Henri Lopes - Le Pleurer-rire, Le chercheur d'Afriques, Sur l'autre rive
  - Manuela Carneiro da Cunha - Medaglia di vermeil
  - Habib El Malki - Medaglia di vermeil
  - Abdellatif Laraki - Medaglia di vermeil
- 1994: Mohammed Dib - Insieme della sua opera
  - Ulla Kölving - Medaglia di vermeil
  - Liliane Lienert -  Medaglia di vermeil
  - Saliou Touré - Medaglia di vermeil
  - Andrew Brown[3] - Medaglia di vermeil
- 1995: Salah Stétié - Insieme della sua opera
  - Jacques Caen - Cooperazione medica franco-cinese - Medaglia di vermeil
  - Stowell Goding - Servizi resi alla cultura francese - Medaglia di vermeil
- 1996: S.E.M. Abdou Diouf
  - AFAA (Association française d'Action Artistique) -  Medaglia di vermeil
  - Adnan Zmerli - Medaglia di vermeil
- 1997: Abdellatif Berbich
  - André Brincourt - Langue française, Terre d'accueil - Medaglia di vermeil
- 1998: Jean Starobinski - Œuvre critique de rayonnement mondial
  - Eduardo Viveiros de Castro - Medaglia di vermeil
  - Jusuf Vrioni - traduzione dell'opera di Ismaïl Kadaré - Medaglia di vermeil
- 1999: Gunnar von Proschwitz
  - Assia Djebar - Medaglia di vermeil
- 2000: Giovanni Macchia
  - Andreï Makine - Insieme della sua opera - Medaglia di vermeil
- 2001: François Cheng - Insieme della sua opera
  - François Ricard - Insieme della sua opera - Medaglia di vermeil
- 2002: Bronisław Geremek - Insieme della sua opera in lingua francese
  - Marek Bienczyk - Medaglia di vermeil
  - Cai Hua - Medaglia di vermeil
  - Raïssa Telechova - Medaglia di vermeil
- 2003: Édouard J. Maunick - Insieme della sua opera
  - Ghassan Salamé -  Medaglia di vermeil
  - Lê Than Khoi - Medaglia di vermeil
- 2004: Albert Memmi - Insieme della sua opera scritta in francese
  - Henry Cuny - Medaglia di vermeil
- 2005: Jane Conroy - Insieme delle sue opere scritte in francese
  - Elias Sanbar - Insieme della sua opera scritta in francese - Medaglia di vermeil
- 2006: Roland Mortier - Insieme della sua opera
  - Alberto Arbasino - Medaglia di vermeil
- 2007: Élie Barnavi - Insieme della sua opera
  - Nahal Tajadod - Medaglia di vermeil
- 2008: Lide Tan
  - Dimitri Analis - Medaglia di vermeil
- 2009: Thomas Gaehtgens
  - Nadia Benjelloun - Medaglia di vermeil
- 2010: Jean Métellus - Insieme della sua opera
  - Jean-Claude Corbeil - Medaglia di vermeil
- 2011: Abdellatif Laâbi
  - Daryush Shayegan - Medaglia di vermeil
- 2012: Daryush Shayegan
  - Michèle Rakotoson -  Medaglia di vermeil
- 2013: Boualem Sansal
  - Dong Qiang -  Medaglia di vermeil
- 2014: Georges Banu
  - Fouad Laroui - Medaglia di vermeil
- 2015: Aminata Sow Fall
  - Gabriel Garran - Medaglia di vermeil
- 2016: Takeshi Matsumura
  - Stromae - Medaglia di vermeil[4]
- 2017: Tierno Monénembo
  - François Boustani - Medaglia di vermeil
- 2018: Michel Tremblay
  - Kamel Daoud - Medaglia di vermeil
- 2019: Petr Král - Abdeljalil Lahjomri;
  - Jean Pruvost - Medaglia di vermeil[5]
- 2020: Lise Gauvin
- 2021: Frankétienne[6]